# Azeca goodalli
Azeca goodalli is een kleine landslak uit de familie Azecidae. Een veelgebruikt jonger synoniem is Azeca menkeana.

## Naam
De soortnaam werd in 1821 ingevoerd door baron André Étienne Justin Pascal Joseph François d’Audebard de Férussac (1786-1836) als Helix goodalli. Door andere inzichten in de taxonomie is de soort later in het geslacht Azeca geplaatst. Als gevolg van deze naamswijziging worden auteursnaam en datum nu tussen haakjes gezet. De soort is vernoemd naar de persoon van wie Férussac het exemplaar uit Engeland kreeg ("Nous lui donnons le nom du savant respectable auquel nous la devons, de Mr le Dr Goodall, prévôt du collège d'Éton, chanoine de Windsor, à qui nous sommes redevable de la collection des mollusques de l'Angleterre, qu'il connoît si bien, et d'une foule de renseignements et d'observations précieuses." ("Wij geven hem de naam van de gerespecteerde geleerde van wie wij [het exemplaar] gekregen hebben, de Heer Dr Goodall, provoost van Eton College, kanunnik te Windsor, aan die wij de collectie van de mollusken uit Engeland, die hij zo goed kent, en alle gegevens en nauwkeurige waarnemingen danken")).

## Beschrijving

### De schelp
De schelp is stevig, spoelvormig, heeft een stompe top en 6,5-7,25 aanvankelijk langzaam, later snel in grootte toenemende windingen die van elkaar gescheiden zijn door een zeer ondiepe sutuur. De laatste winding neemt ongeveer 3/5 van de totale schelphoogte in beslag. De palatale zijde van de mondrand zet de boog van de raaklijn aan alle windingen voort waardoor de laatste winding naar de basis toe versmalt en de schelp zijn spoelvorm verkrijgt. 
 De mondopening is langgerekt driehoekig (scheef 'peervormig') met een scherpe hoek aan de bovenzijde en neemt iets meer dan een kwart van de totale schelphoogte in beslag. De mondrand is discontinu maar bij volwassen dieren calleus verdikt waardoor zij toch continu lijkt. Bij volwassen dieren staan in de mondopening minstens 6 meestal sterk ontwikkelde tanden en lamellen (2 columellair, 3 pariëtaal en 1 palataal). Bij jonge dieren zijn deze tanden nog niet aanwezig en is de mondrand nog niet calleus verdikt waardoor deze heel teer is. Er is geen navel. Het schelpoppervlak is glad en sterk glanzend, er zijn alleen vage groeilijnen zichtbaar. Bij levende dieren of verse schelpen is de schelpwand doorzichtig en geelachtig tot roodbruin gekleurd. Aan de bovenzijde van de windingen loopt langs de sutuur een lichter gekleurde band. Fossiele schelpen zijn ondoorzichtig en hebben een crêmewitte kleur.
Afmetingen van de schelp
- breedte: 2,7 mm
- hoogte: 6,8 mm

### Habitat
In mos of strooisellaag van open bossen, onder struikgewas, in oeverbos langs beken.

### Huidige verspreiding
West-Europa, een atlantische soort; Aanwezig in België, niet in Nederland.

### Fossiel voorkomen
Een zeldzame soort die alleen bekend is uit interglacialen van het Pleistoceen en het Holoceen. In Nederland aanwezig in het Belvédère Interglaciaal en het Holoceen. In Luxemburg en België bekend uit het Holoceen.

## Verwijzingen